# Couto de Magalhães de Minas
Couto de Magalhães de Minas är en kommun i Brasilien.   Den ligger i delstaten Minas Gerais, i den sydöstra delen av landet, 500 km sydost om huvudstaden Brasília. Antalet invånare är 4 204.
I omgivningarna runt Couto de Magalhães de Minas växer huvudsakligen savannskog. Runt Couto de Magalhães de Minas är det glesbefolkat, med 9 invånare per kvadratkilometer.